# Ремі Веркутр
Ремі Веркутр (фр. Rémy Vercoutre, нар. 26 червня 1980, Гранд-Сінт) — французький футболіст, воротар клубу «Кан».
Майже всю професійну кар'єру провів у складі «Ліона», проте здебільшого був запасним воротарем команди. Незважаючи на це у складі команди став п'ятиразовим чемпіоном Франції, п'ятиразовим володарем Суперкубка Франції та дворазовим володарем Кубка Франції.

## Ігрова кар'єра
Народився 26 червня 1980 року в місті Гранд-Сінт. Вихованець футбольної школи клубу «Монпельє». В основній команді «Монпельє» Ремі дебютував у сезоні 1998/99, відігравши один матч в чемпіонаті Франції. У сезоні 2000/2001 «Монпельє» виступав у Лізі 2 і у Ремі з'явився шанс стати першим воротарем клубу. Веркутр відіграв 20 матчів у чемпіонаті, а «Монпельє» фінішував на третьому місці і повернувся в Лігу 1.
2002 року Ремі перейшов в «Ліон», ставши другим воротарем клубу після Грегорі Купе. Дебют Ремі у складі «Олімпіка» відбувся 20 жовтня 2002 року в матчі чемпіонату Франції 2002/03 проти «Аяччо», Веркутр відіграв весь матч, а його клуб переміг з рахунком 1:0. Свій другий матч у чемпіонаті Франції Веркутр провів через чотири місяці, 22 лютого 2003 року у матчі проти «Ренна», що завершився перемогою «Олімпіка» з рахунком 4:1. Провівши всього два матчі в сезоні, Ремі став чемпіоном Франції.
У сезоні 2003/04 Веркутр знову провів два матчі в чемпіонаті Франції та виграв свій другий титул чемпіона Франції, а також дебютував в Ліги Чемпіонів, 9 березня 2004 року вийшовши на заміну замість Грегорі Купе на 17 хвилині матчу проти іспанського «Реал Сосьєдада», що завершився перемогою «Ліона» з рахунком 1:0 завдяки забитому м'ячу Жуніньо на 78 хвилині.
Після закінчення сезону 2003/2004 Ремі був відданий в оренду клубу «Страсбур» з Ліги 2. Дебют Веркутра відбувся 7 серпня 2004 року в матчі проти «Бастії», що завершився поразкою «Страсбура» з рахунком 2:1. Всього в чемпіонаті Франції сезону 2004/05 Ремі провів за «Страсбур» 5 матчів, а також став володарем кубка французької ліги. 
Після закінчення оренди Веркутр повернувся в «Олімпік» та знову виконував обов'язки лише запасного воротаря. Незважаючи на роль запасного голкіпера клубу Ремі тричі з 2006 по 2008 год ставав чемпіоном Франції, а також тричі виграв суперкубок та двічі кубок Франції. Наразі встиг відіграти за команду з Ліона 75 матчів в національному чемпіонаті.

## Збірна
Виступав за юнацькі збірні Франції до 15 і 16 років, а у складі молодіжної збірної Франції став срібним призером чемпіонату Європи 2002 року, на якому був резервістом Мікаеля Ландро і на поле не виходив.

## Титули і досягнення
- Чемпіон Франції (5):

«Ліон»: 2002-03, 2003-04, 2005-06, 2006-07, 2007-08
- Володар Суперкубка Франції (5):

«Ліон»: 2002, 2003, 2005, 2006, 2007, 2012
- Володар Кубка французької ліги (1):

«Страсбур»: 2004-05
- Володар Кубка Франції (2):

«Ліон»: 2007-08, 2011-12